# کاترین بلانت
کاترین بلانت (۲۸ مه ۱۸۷۶ – ۲۹ ژوئیه ۱۹۵۴) یک شیمی‌دان برجسته، استاد دانشگاه و متخصص تغذیه آمریکایی بود که در زمینه‌های اقتصاد خانه، شیمی مواد غذایی و تغذیه فعالیت داشت. بخش عمده‌ای از تحقیقات او در زمینه تغذیه بود، اما او همچنین نقش مهمی در بهبود تحقیقات مرتبط با کلسیم و فسفر و متابولیسم آنها و همچنین متابولیسم پایه در زنان و کودکان داشت. بلانت به عنوان عضو هیئت علمی دانشگاه شیکاگو خدمت کرد و در نهایت به عنوان سومین رئیس کالج زنان کانکتیکات منصوب شد.

## اوایل زندگی و تحصیلات
کاترین بلانت در ۲۸ مه ۱۸۷۶ در فیلادلفیا، پنسیلوانیا متولد شد و بزرگ‌ترین دختر از سه دختر خانواده استنهوپ انگلیش بلانت و فانی (با نام خانوادگی اسمیت) بود. زمین‌شناس چارلز هنری اسمیت جونیور پسرعموی او بود.
بلانت در مدرسه الامز که به عنوان مدرسه پورتر نیز شناخته می‌شود، تحصیل کرد. این مدرسه دخترانه خصوصی در اسپرینگفیلد، ماساچوست توسط خانم شارلوت پورتر اداره می‌شد. سپس در کالج واسر ثبت‌نام کرد و در سال ۱۸۹۸ مدرک کارشناسی هنر (A.B.) را دریافت کرد و به عضویت فی بتا کاپا درآمد. پس از چهار سال ماندن در خانه، در سال‌های ۱۹۰۲–۱۹۰۳ برای مطالعات تکمیلی به مؤسسه فناوری ماساچوست (MIT) رفت. بلانت مدرک دکترای خود را در رشته شیمی و فیزیک از دانشگاه شیکاگو در سال ۱۹۰۷ دریافت کرد. عنوان پایان‌نامه او که تحت نظارت پروفسور جولیوس استیگلیتز تکمیل شد، «تشکیل آمیدین‌ها» بود.

## حرفه

### موقعیت‌های دانشگاهی
بلانت به مدت یک سال به عنوان مدرس شیمی در مؤسسه پرات در بروکلین، نیویورک خدمت کرد و سپس در سال ۱۹۰۸ به کالج واسر بازگشت و به عنوان مدرس شیمی فعالیت کرد. در سال ۱۹۱۳، بلانت بار دیگر کالج واسر را ترک کرد و این بار به عنوان استاد دستیار در دپارتمان اقتصاد خانه در کالج آموزش دانشگاه شیکاگو مشغول به کار شد. او در سال ۱۹۱۸ به رتبه دانشیار و در سال ۱۹۲۵ به رتبه استادتمام ارتقا یافت. در سال ۱۹۱۸ به عنوان رئیس موقت و در سال ۱۹۲۵ به عنوان رئیس رسمی دپارتمان منصوب شد. در زمان ریاست او، دپارتمان به ۱۷ عضو هیئت علمی گسترش یافت و پژوهشگران، مدیران و متخصصان تغذیه را آموزش داد. او در دانشکده تحصیلات تکمیلی دانشگاه یکی از بهترین دپارتمان‌های اقتصاد خانه را در بین دانشگاه‌های آمریکا ایجاد کرد.
بلانت نگران بود که اقتصاد خانه به عنوان یک حرفه رسمی شناخته نشود، بنابراین تلاش کرد تا آن را به یک موضوع آموزشی مناسب تبدیل کرده و برنامه درسی علمی برای آموزش حرفه‌ای‌ها طراحی کند. از سال ۱۹۲۴ تا ۱۹۲۶، او به عنوان رئیس انجمن اقتصاد خانه آمریکا (AHEA) خدمت کرد؛ این انجمن در سال ۱۹۰۸ تأسیس شده بود و تا اواسط دهه ۱۹۲۰ چندین هزار عضو داشت. پیش‌تر، او به عنوان رئیس شاخه ایالت ایلینوی و نایب رئیس ملی فعالیت کرده بود. تحت رهبری او، ارتباطات با سازمان‌های دیگر افزایش یافت و شامل انجمن آموزش ملی، انجمن زنان دانشگاهی آمریکا و انجمن سلامت کودکان آمریکا، در میان سایرین، شد. در سال ۱۹۲۸، AHEA اعلام کرد که مدیریت بلانت کیفیت کارهای تحصیلات تکمیلی در این حوزه را ارتقا داده و تعهد شخصی او به پژوهش الگویی ارزشمند برای دانشجویان ارائه داده است.

### کالج کانکتیکات
در سال ۱۹۲۹، بلانت دعوت شد تا به عنوان رئیس کالج کانکتیکات برای زنان، یک کالج چهار ساله هنرهای آزاد، فعالیت کند. او در تاریخ ۱۶ مه ۱۹۳۰ به عنوان سومین رئیس و نخستین رئیس زن این کالج منصوب شد. تحت رهبری او، چندین ساختمان جدید ساخته شد و تعداد دانشجویان افزایش یافت. در سال ۱۹۳۴، آربورتوم کالج کانکتیکات افتتاح شد و در سال ۱۹۳۹، سالن پالمر تأسیس گردید. او همچنین موفق شد بودجه بیشتری برای حقوق اعضای هیئت علمی و بورسیه‌های دانشجویی تأمین کند، و کمک‌هزینه‌ها و بورسیه‌ها نیز توسعه یافتند. این برای او اهمیت داشت که برنامه درسی و فعالیت‌های فوق‌برنامه به تحقق پتانسیل دانشجویان در همه جنبه‌های زندگی‌شان کمک کند. بهبودهایی که او انجام داد منجر به دریافت اعتبارنامه کالج در سال ۱۹۳۲ شد.
یکی از همکاران او گفت: «شجاع، با ابتکار فراوان، روشن‌فکر، و سرشار از روحیه پیشگام در آموزش»، و اضافه کرد که «او در مدت زمانی نسبتاً کوتاه کالج کانکتیکات را به یکی از کالج‌های برجسته در نیوانگلند تبدیل کرده است». در زمان مدیریت او، این کالج همچنین از نظر علمی در میان بهترین کالج‌های زنان در آمریکا رتبه‌بندی شد. در سال ۱۹۴۳، در سن ۶۷ سالگی بازنشسته شد، اما در سال ۱۹۴۵ به درخواست هیئت امناء مجدداً به عنوان رئیس بازگشت. بلانت به مدت یک سال دیگر در این سمت خدمت کرد.